# Mjösjön (Anundsjö socken, Ångermanland, 703378-162095)
Mjösjön är en sjö i Örnsköldsviks kommun i Ångermanland och ingår i Moälvens huvudavrinningsområde. Sjön har en area på 0,267 kvadratkilometer och ligger 144,3 meter över havet. Sjön avvattnas av vattendraget Galasjöån.

## Delavrinningsområde
Mjösjön ingår i det delavrinningsområde (703345-162023) som SMHI kallar för Inloppet i Valmsjön. Medelhöjden är 193 meter över havet och ytan är 3,01 kvadratkilometer. Räknas de 9 avrinningsområdena uppströms in blir den ackumulerade arean 36,63 kvadratkilometer. Galasjöån som avvattnar avrinningsområdet har biflödesordning 2, vilket innebär att vattnet flödar genom totalt 2 vattendrag innan det når havet efter 37 kilometer. Avrinningsområdet består mestadels av skog (84 procent). Avrinningsområdet har 0,27 kvadratkilometer vattenytor vilket ger det en sjöprocent på 8,9 procent.